# Marietta Bonfanti
Pour les articles homonymes, voir Bonfanti.
Marietta Bonfanti est une danseuse italo-américaine née à Milan le 16 février 1845 et morte à New York le 25 janvier 1921.

## Biographie
Élève de Carlo Blasis, Marietta Bonfanti débute à la Scala en 1860, puis se produit à Londres et Madrid. Elle se rend à New York avec Rita Sangalli en 1866 où elles débutent à Broadway dans The Black Crook de Thomas Baker, considérée comme la toute première comédie musicale.
Brillante interprète, elle danse principalement dans des opérettes, à Broadway et au Metropolitan Opera.
En 1895, elle ouvre une école de danse à New York où elle enseigne jusqu'en 1919. Elle aura notamment pour élève Ruth Saint Denis.